# Olmito and Olmito (Teksas)
Olmito and Olmito je naseljeno mjesto za statističke potrebe u američkoj saveznoj državi Teksas. Prema popisu stanovništva iz 2010. u njemu je živjelo 271 stanovnika.